# 何塞·路易斯·阿瓦霍
何塞·路易斯·阿瓦霍（1978年6月22日—）是一名西班牙男子击剑运动员，主攻重剑。他曾在2008年北京奥运获得男子个人重剑的铜牌。在2013年，他入选国际击剑名人堂。